# خوان أنطونيو رودريغيز فيلامويلا
خوان أنطونيو رودريغيز فيلأمويلا (بالإسبانية: Juan Antonio Rodríguez Villamuela)‏ (مواليد 1 أبريل 1982 في مالقة - إسبانيا) لاعب كرة قدم إسباني يلعب حاليا لصالح نادي الدرجة الأولى ديبورتيفو لاكورونيا الإسباني منذ 2006 في مركز الوسط المهاجم.

## روابط خارجية
- خوان أنطونيو رودريغيز فيلامويلا على موقع قاعدة بيانات كرة القدم.إي يو (الإنجليزية)
- خوان أنطونيو رودريغيز فيلامويلا على موقع Soccerbase.com (لاعب) (الإنجليزية)
- خوان أنطونيو رودريغيز فيلامويلا على موقع Soccerway.com (الإنجليزية)
- خوان أنطونيو رودريغيز فيلامويلا على موقع AS.com (الإسبانية)